# Salle municipale des Sœurs de la Rivière
 (septembre 2014).
Si vous disposez d'ouvrages ou d'articles de référence ou si vous connaissez des sites web de qualité traitant du thème abordé ici, merci de compléter l'article en donnant les références utiles à sa vérifiabilité et en les liant à la section « Notes et références ».
La salle municipale des Sœurs de la Rivière est une salle de basket-ball de la ville de Limoges. Construite au début du XXe siècle, elle subit à travers le temps plusieurs aménagements. Durant les années 1960 et 1970, le club de basket-ball, le Limoges CSP occupe la salle.

## Histoire
Construite au début du XXe siècle, la salle municipale des Sœurs de la Rivière joue un rôle essentiel dans la vie sportive de Limoges. Longtemps l'ASPTT Limoges est le pensionnaire de la salle des Sœurs de la Rivière durant les années 1950 et 1960. Les petits clubs de Limoges jouent également dans cette salle. L'un d'entre eux est le Cercle Saint-Pierre. Au cours des années 1970, le CSP fait une ascension fulgurante jusqu'en N1. Ce succès modifie profondément la salle municipale. 